# Ajsberg
Ledový palác Ajsberg (rusky Дворец зимнего спорта «Айсберг» – Dvorec zimněgo sporta „Ajsberg“) je víceúčelová sportovní hala s 12 tisíci místy v ruském Soči. Vybudována byla pro pořádání Zimních olympijských her 2014. Probíhaly v ní soutěže v krasobruslení a short tracku. Výstavba haly včetně prací stála přibližně 43,9 milionů amerických dolarů. Na výstavbu bylo použito přes 15 tisíc tun oceli.
Při výstavbě byla brána v potaz otázka životního prostředí. V říjnu 2012 zde proběhlo Mistrovství Ruska v krasobruslení, ale Mezinárodní bruslařská unie se vyjádřila tak, že je potřeba provést další úpravy, aby byla hala připravená pro Finále Grand-Prix v krasobrulení 2012/2013. Finále Grand-Prix sloužilo zároveň jako zkušební soutěž v hale. Po soutěži někteří krasobruslaři prohlásili, že si diváci v hledišti stěžovali na špatný výhled na kluziště přes zábradlí.
Změna krasobruslařského kluziště na short trackovou dráhu nebo naopak trvá přibližně dvě hodiny. Po skončení olympijských her může být zachováno současné využití haly nebo může být přestavěna na cyklistický velodrom.